# Spree (filme)
Spree (bra: Spree: Viagens sem Limite) é um filme de terror e humor negro estadunidense de 2020, dirigido por Eugene Kotlyarenko. A trama é uma sátira em formato gonzo que segue um motorista de aplicativo obcecado pelas redes sociais, interpretado por Joe Keery que, em uma tentativa de viralizar, transmite lives assassinando seus próprios passageiros. O filme também é estrelado por Sasheer Zamata, David Arquette, Kyle Mooney e Mischa Barton. Teve Drake como produtor executivo.
Spree estreou em 24 de janeiro de 2020 no Festival Sundance de Cinema de 2020, como parte da categoria NEXT, e foi lançado nos cinemas e por vídeo sob demanda nos Estados Unidos em 14 de agosto de 2020, pela RLJE Films. O filme recebeu críticas mistas, embora os críticos tenham elogiado a atuação de Keery e a premissa do filme.

## Enredo
Um jovem chamado Kurt Kunkle está obcecado em ser famoso nas redes sociais e se tornar viral. Uma criança de quem ele cuidava, Bobby, agora é uma celebridade da internet que frequentemente faz transmissões ao vivo e tem um grande número de espectadores, deixando Kurt com inveja. Kurt encontra trabalho como motorista de um aplicativo de transporte compartilhado chamado Spree, depois equipa seu carro com câmeras e inicia uma nova livestream intitulada "A Lição/A Aula", onde ele instrui os espectadores sobre como se tornar famoso nas redes sociais.
Kurt começa a pegar passageiros e matá-los com garrafas de água envenenadas que distribui em seu carro. Apesar disso, ele não ganha nenhum espectador além de Bobby, que acredita que os assassinatos são falsos. Um dos passageiros que Kurt aceita é Jessie Adams, uma comediante com muitos seguidores nas redes sociais. Kurt fica impressionado com Jessie, mas ela acha Kurt e sua obsessão em ganhar seguidores estranha, logo abandonando a corrida. Mais tarde, Kurt descobre que Jessie se apresentará em um show de comédia que será transmitido ao vivo para milhões de pessoas. Kurt vai até a casa de Bobby, exigindo que Bobby compartilhe a live de Kurt, mas Bobby se recusa e começa a transmitir sua discussão com Kurt em live, atraindo um grande público. Bobby pega uma arma para se defender, mas Kurt a pega e mata Bobby, continuando a livestream com os fãs de Bobby, que presumem que o assassinato é falso.
O pai de Kurt, Kris, pede uma carona até um clube onde ele está se apresentando, alegando que uma DJ famosa chamada uNo estará lá e promete que a DJ marcará Kurt em uma postagem. Quando Kurt pega Kris e o leva para o clube, ele se aproxima de uNo; ela inicialmente se recusa a marcá-lo, mas depois pede que ele a leve a um taco truck com a promessa de marcá-lo. Enquanto espera que Kurt pegue um pouco de lanche para ela no taco truck, uNo encontra a arma de Bobby no carro e posa com ela em uma live antes de beber um pouco da água envenenada e desmaiar. Ao perceber isso, Kurt tenta fugir, mas é parado por dois policiais, que ficam desconfiados dele. É revelado que os assassinatos de Kurt já se tornaram conhecidos do público, com Kurt sendo chamado de "O Assassino do Rideshare" depois que a polícia não conseguiu identificá-lo.
Logo depois, uNo, tendo sobrevivido ao beber a água envenenada, acorda e entra em pânico, matando a tiros um dos policiais antes de fugir, sendo perseguida pelo segundo policial. Kurt tenta fugir, mas ele também é perseguido por mais policiais, forçando-o a escapar e acabar batendo seu carro em um acampamento de moradores de rua. Com os assassinatos de Kurt se tornando mais conhecidos, o aplicativo Spree é temporariamente fechado para permitir a realização de uma investigação. Jessie começa seu show contando um pouco sobre seu encontro com Kurt e como ela está enojada com o desespero das pessoas pela fama nas redes sociais, ela então conclui seu show destruindo seu telefone no palco, derrubando seu microfone de propósito e saindo. Suas ações fazem com que seu discurso viralize on-line. Depois de ficar bêbada, ela é pega por Kurt por meio de outro aplicativo de transporte chamado GoGo, com Kurt matando o motorista anterior. Kurt se se vangloria porque, por Jessie ter destruído seu telefone no palco, ela não tem como pedir ajuda; ela logo tenta escapar ao saber que ele a está levando para sua casa.
Incapaz de sair do carro, Jessie estrangula Kurt com um cabo do carregador, fazendo-os bater em uma lata de lixo, mas Kurt se recupera e deixa Jessie inconsciente. Ele chega em sua casa e coloca o corpo inconsciente de Jessie do lado de fora antes de ser solicitado por seus, agora ansiosos espectadores, para matar Jessie. A câmera de Kurt começa a cair toda hora e acaba o distraíndo, fazendo-o não perceber Jessie recuperando a consciência. Ela consegue entrar dentro do carro e bater na casa de Kurt enquanto tenta atropelá-lo. Kurt foge para dentro de casa enquanto Jessie é confrontada por Kris, que estava embriagado. Os dois acabam vendo a mãe morta de Kurt, que foi assassinada por Kurt no início de sua transmissão ao vivo. Kurt mata seu pai a tiros e tenta matar Jessie, mas ela o prende na parede com seu carro e o espanca até a morte com um celular, logo depois tira uma selfie com seu cadáver e publica em sua conta do Instagram, avisando que irá ficar fora das redes por um tempo.
Jessie se torna uma estrela nacional depois de receber o crédito por interromper a violência de Kurt, enquanto Kurt e seus assassinatos são reverenciados em pequenos cantos da Internet. Um usuário em um desses fóruns anuncia que terminou de compilar as mortes de Kurt em um filme e o intitulou de Spree.

## Elenco
- Joe Keery como Kurt Kunkle
- Sasheer Zamata como Jessie Adams
- David Arquette como Kris Kunkle
- Kyle Mooney como Miles Manderville
- Mischa Barton como London Sachs
- Sunny Kim como DJ uNo
- Frankie Grande como Richard Venti
- Josh Ovalle como Bobby BaseCamp
- Lala Kent como Kendra Sheraton
- John DeLuca como Mario Papazian
- Jessalyn Gilsig como Andrea Arche
- Mohammad Tiregar como Khaby[11]

## Produção
As filmagens ocorreram em fevereiro de 2019 em Los Angeles, Califórnia. Keery trabalhou em estreita colaboração com Kotlyarenko para entender seu personagem, e a dupla fez postagens nas redes sociais do personagem, como vídeos de unboxing, compras de viagens e reviews de vape. Durante a pesquisa, o elenco também passou horas assistindo conteúdos de influenciadores no YouTube, Instagram e TikTok.

## Lançamento
Spree estreou no Festival Sundance de Cinema em 24 de janeiro de 2020. Pouco depois, a distribuidora RLJE Films pagou US$ 2 milhões para adquirir os direitos do filme. Foi lançado nos cinemas dos Estados Unidos e por VOD em 14 de agosto de 2020. Também foi lançado em DVD e Blu-ray em 20 de outubro de 2020. No final de 2020, Spree foi disponibilizado no serviço de streaming Hulu. Em maio de 2022, o filme foi disponibilizado em diversas plataformas como Apple TV.

## Recepção

### Resposta da crítica

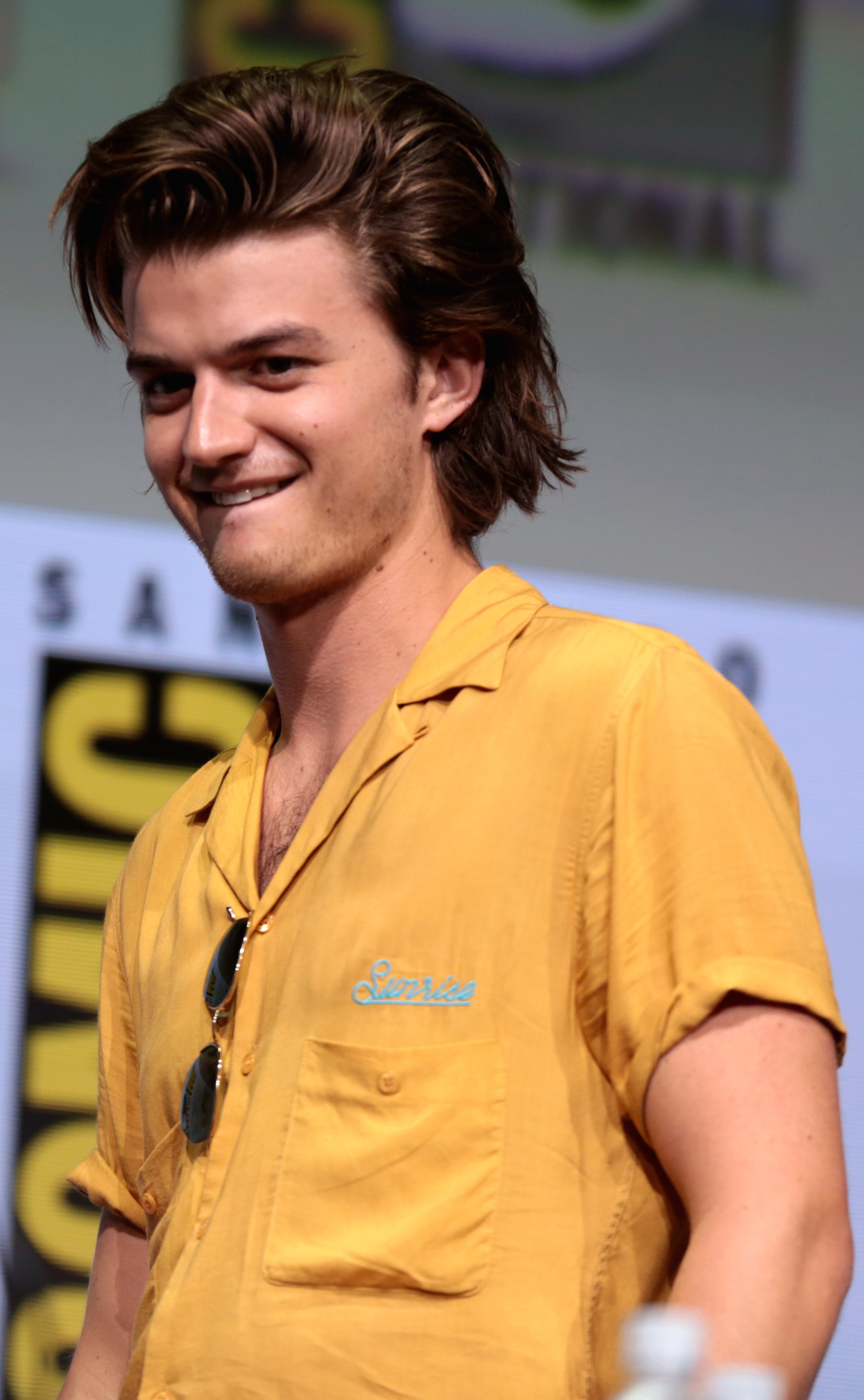
A atuação de Joe Kerry foi a parte mais elogiada do filme.

No agregador de críticas Rotten Tomatoes, o filme detém um índice de aprovação de 67%, com base em 79 críticas, com uma classificação média de 6/10. O consenso dos críticos do site diz: "A presença magnética de Joe Keery na tela não pode disfarçar a crítica superficial de Spree à cultura da mídia social – embora essa falta de profundidade possa ser precisamente o ponto." O Metacritic atribuiu ao filme uma pontuação média ponderada de 41 em 100, com base em 14 avaliações, indicando "avaliações mistas ou médias".
John DeFore, do The Hollywood Reporter, elogiou a atuação de Keery, dizendo: "O sorrateiramente charmoso Joe Keery de Stranger Things ganha destaque aqui, equilibrando os aspectos contraditórios do personagem (idiota, atrapalhado para agradar as pessoas, psicopata) com facilidade" e "[na] medida em que funciona, muito crédito vai para Keery, por encontrar a verdadeira necessidade humana dentro desta cifra de vinte e poucos anos." Dan Jackson, do Thrillist, também elogiou o a atuação de Keery, escrevendo: "Uma das melhores partes da atuação de Keery é a maneira como ele interpreta a estranha combinação de seriedade ingênua e cinismo calculado que leva uma pessoa como Kurt a agir de maneira tão desesperada, implorando por seguidores e transformando cada interação cringe em uma oportunidade de divulgar sua marca assustadora."
Jessica Kiang, da Variety, deu uma crítica negativa ao filme, dizendo: "Se você precisa de mais lembretes dos males potenciais mais extremos da interação na Internet do que você recebe toda vez que inicia um aplicativo, por favor, clica no botão 'gostei' em Spree. Para o resto de nós, o melhor conselho pode ser silenciar, bloquear, votar contra, deixar de seguir ou simplesmente sair e olhar uma árvore."